# Mike Penberthy
Mike Penberthy (nacido el 9 de noviembre de 1974 en Los Gatos, California) es un exjugador y exentrenador de baloncesto estadounidense que jugó dos temporadas en la NBA, además de hacerlo en Italia, Alemania, la CBA, la ABA y en Venezuela. Con 1,91 metros de estatura, lo hacía en la posición de base.

## Trayectoria deportiva

### Universidad
Jugó durante cuatro temporadas con los Mustangs del The Master's College, en las que promedió 19,7 puntos, 4,4 asistencias y 2,7 rebotes por partido. Acabó su carrera como máximo anotador histórico de los Mustangs, con 2.616 puntos, y lideró además otras estadísticas como los tiros libres y los tiros de 3. En sus dos últimas temporadas fue incluido en el primer equipo All-American de la NAIA.

### Profesional
Tras no ser elegido en el Draft de la NBA de 1997, probó ese verano con los Indiana Pacers, pero una lesión le impidió seguir haciendo pruebas con más equipos de la NBA. Tras tres meses alejado de las pistas, fichó por los Idaho Stampede de la CBA, desde donde poco después se trasladó a Alemania para jugar en el BCJ Hamburg Tigers de la segunda división de la Bundesliga. En 1998 se unió a la organización religiosa Atletas en Acción, para posteriormente jugar en el Quad City Thunder de la CBA, en el verano de ese año en los Cocodrilos de Caracas venezolano para regresar a Hamburgo, donde jugó una temporada más.
En octubre de 2000 fichó como agente libre por Los Angeles Lakers, donde jugó como suplente de Ron Harper. Ese año se proclamaron campeones de la NBA, promediando 5,0 puntos y 1,3 asistencias por partido, aunque no se le considera ganador del título al no haber disputado ningún partido en los playoffs.
Poco después de comenzada la temporada 2001-02 fue despedido por los Lakers, activando en su lugar al rookie Joe Crispin. Fichó entonces por el S.S. Basket Napoli de la liga italiana, donde permaneció tres temporadas, promediando en la mejor de las mismas 20,4 puntos y 1,4 asistencias por partido.
En 2005 regresó a Alemania para jugar en el ALBA Berlin, donde jugó una temporada en la que promedió 13,6 puntos y 2,0 asistencias por partido, ganando el título de Copa. En 2006 regresó a Italia para jugar en el Pallalcesto Amatori Udine, donde jugó dos temporadas, con un breve paso por el Pallacanestro Reggiana. Acabó su carrera jugando en la ABA.

## Estadísticas de su carrera en la NBA

### Temporada regular
| Temporada | Edad | Equipo             | Liga | Pos. | P  | TIT | MIN  | TC  | TCA | %TC  | 3P  | 3PA | %3P  | 2P  | 2PA | %2P  | TL  | TLA | %TL  | R.OF. | R.DEF. | REB | ASIS | ROB | TAP | PER | FP  | PTS |
| 2000-01   | 26   | Los Angeles Lakers | NBA  | PG   | 53 | 0   | 16.1 | 1.7 | 4.2 | .414 | 1.0 | 2.6 | .396 | 0.7 | 1.6 | .446 | 0.5 | 0.6 | .903 | 0.2   | 1.0    | 1.2 | 1.3  | 0.4 | 0.0 | 0.6 | 1.1 | 5.0 |
| 2001-02   | 27   | Los Angeles Lakers | NBA  | PG   | 3  | 0   | 4.0  | 0.3 | 0.7 | .500 | 0.0 | 0.0 |      | 0.3 | 0.7 | .500 | 1.0 | 1.3 | .750 | 0.0   | 0.7    | 0.7 | 0.7  | 0.7 | 0.0 | 0.0 | 0.0 | 1.7 |
| Total     |      |                    | NBA  |      | 56 | 0   | 15.4 | 1.7 | 4.0 | .415 | 1.0 | 2.5 | .396 | 0.7 | 1.5 | .447 | 0.6 | 0.6 | .886 | 0.2   | 1.0    | 1.2 | 1.3  | 0.4 | 0.0 | 0.6 | 1.0 | 4.9 |